# Zipflo Reinhardt
Josef „Zipflo“ Reinhardt (* 21. November 1949 in Friedrichshafen) ist ein Jazzgeiger, Sinto und Nachfahre des Jazzgitarristen Django Reinhardt. 

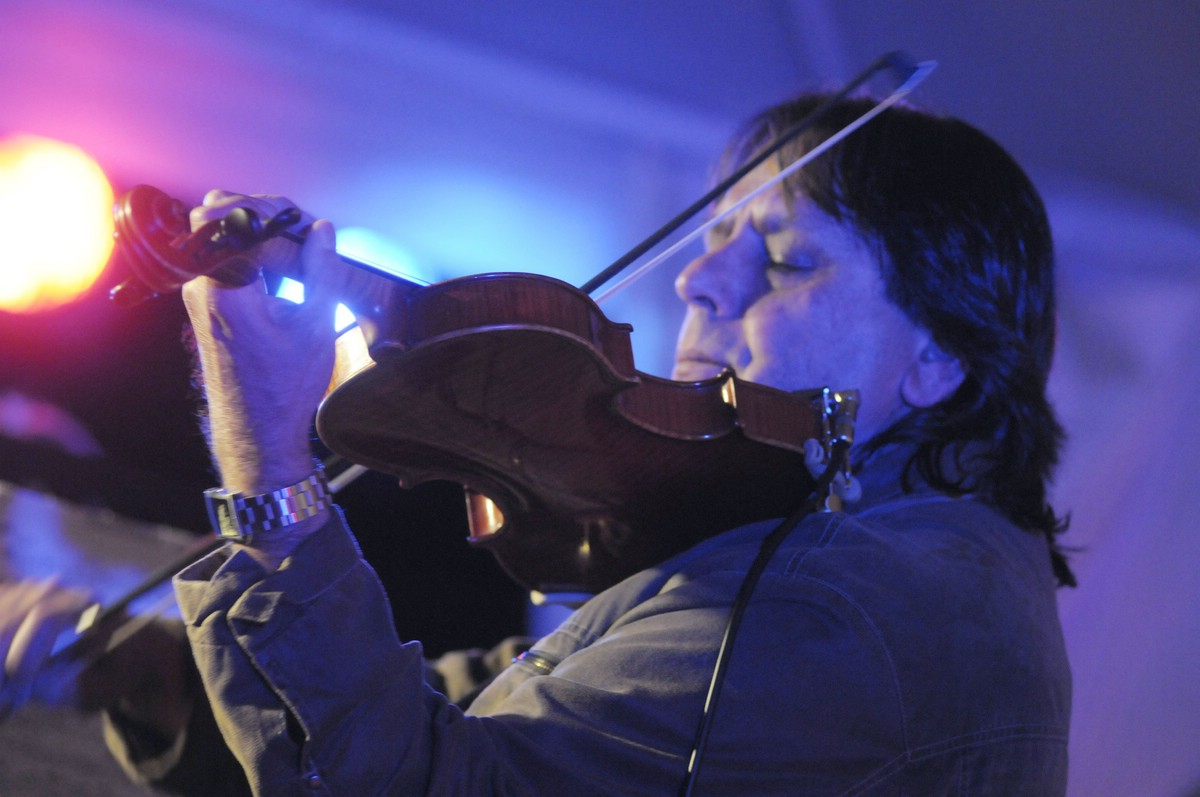
Zipflo Reinhardt

## Leben und Wirken
Nach anfänglich autodidaktischem Geigenspiel absolvierte Reinhardt eine siebenjährige Geigenausbildung. Parallel hatte er begonnen, Gitarre zu spielen, wechselte 1968 für kurze Zeit in die Rockszene, wandte sich dann aber ausschließlich dem Jazz zu. Stéphane Grappelli und Jean-Luc Ponty dienten ihm als Vorbilder. Reinhardt war auch inspiriert von John Coltrane, Herbie Hancock und Chick Corea.
Auf sein Debüt-Album Violin Impression im Jahre 1975, begleitet von Bobby Falta, Jan Jankeje und Kuno Schmid (Koono), zeigte sich eine erste bemerkenswerte Publikumsresonanz. Es folgten Rundfunk- und TV-Auftritte sowie Tourneen durch Europa. Auf seiner zweiten LP New Generation 1976 präsentierte Reinhardt traditionelle Spielformen à la Hot Club de France.
Mit dem Album Oceana 1978 leitete Reinhardt einen stilistischen Wandel hin zum Fusion-Jazz ein. Zur Produktion des Soloalbums Light of the Future kam es 1980. Sein viertes Album From Time to Time, mit Tilman Günther, Florian Döling, Zeca de Oliveira, Matthias Daneck und Daniel Schay, veröffentlichte Reinhardt 2001.
2001 beteiligte sich Reinhardt am Zelt-Musik-Festival (ZMF) in Freiburg. In seiner Band spielte dort neben Tilman Günther, Florian Döling und Matthias Daneck der renommierte Jazzgitarrist Sylvain Luc. In The Zipflo Reinhardt Band mit Andy Hermann, German Klaiber und Matthias Daneck spielt Zipflo Reinhardt Fusionjazz. Außerdem tritt er im Duo mit Maiki Adel bzw. im Trio mit zusätzlich Jean-Luc Miotti auf.
Tony Scott, Pony Poindexter, Tony Inzalaco und Jimmy Woode holten Reinhardt als Gastsolisten. Bedeutend war das Zusammentreffen mit dem ungarischen Gitarristen Costa Lukacs, der Reinhardt zusammen mit Kuno Schmid auf Konzerttourneen durch Europa begleitete.
Für das Album The Gipsy Jazz Violin Summit wurden neben Reinhardt die Geigerkollegen Schmitto Kling, Hannes Beckmann und Nipso Brantner sowie Otto Weiß, Gary Todd und Charly Antolini verpflichtet. Weitere Kooperationen gab es u. a. mit Keith Copeland, Biréli Lagrène, Billy Brooks, Emil Mangelsdorff, Tony Lakatos, Alvin Queen, Jan Jankeje, Markus Stockhausen und Joe Bawelino.
Reinhardt gründete 1981 mit Jimmy Woode, Albert Mair und Erich Bachträgl das Zipflo Reinhardt Quartett, später umbenannt in Zipflo Reinhardt Group und 1999 in Reinhardt's Quartett, mit Mike Reinhardt, Zipflo Reinhardt und Biréli Lagrène.
Auf dem Album Way of Life (2011) sind neben den angestammten Bandmitgliedern (Maiki Adel, Jean-Luc Miotti) auch frühere musikalische Wegbegleiter (Tilman Günther, Daniel Schay) sowie die Gastmusiker Pascal Pallamidessi und Bambi Reinhardt zu hören.

### Musikalische Ausrichtung
Reinhardts eigener Stil sind Kompositionen von sanften zum Teil melancholischen Tönen oder virtuosen Passagen mit höchster Spieltechnik. Markant in seiner Musik sind die klaren Strukturen, eingängige Themen mit zum Teil gedehnten Phrasierungen, bei schlankem vibratolosen Ton.

## Auszeichnungen und Preise
Beim the european gipsy music festival 1994 wurde Reinhardt als einer der besten Jazzgeiger der Welt vorgestellt. Er erhielt 2001 den ZMF-Preis des Freiburger Zelt-Musik-Festivals.

## Diskographische Hinweise
- Violin Impression (LP 1975)
- New Generation  (LP 1976)
- Oceana (LP 1978)
- The Gipsy Jazz Violin Summit (LP 1979)
- Light of the Future (LP 1980)
- From time to time (CD 2001/2002)
- Django Reinhardt Projekt (CD 2005)
- Way of Life (CD 2011)

Mitwirkung bei
- Statements – Volker Schäfer u. a. mit Wilson de Oliveira (CD 1991)
- world of gipsy -Live-Duo Reinhardt – Biréli Lagrène (CD 1994)
- Häns’che Weiss Special-AT LLOYD'S -live- (CD 1995)